# Relacions entre Portugal i la Xina
Les relacions entre Portugal i la Xina es remunten al 1514 durant la dinastia Ming de la Xina. Les relacions entre les entitats polítiques modernes de la República Popular Xina i la República Portuguesa van començar oficialment el 2 de febrer de 1979. La Xina i Portugal van establir l'associació estratègica global el 2005.
Malgrat la mida de Portugal, la Xina té un genuí interès en desenvolupar les relacions amb Portugal i atorga a Portugal un tractament similar als principals països europeus. Tots dos països mantenen l'amistat i les relacions intenses relatives, això és degut a tres raons principals: la primera i principal és el lliurament reeixit de Macau, que és regularment elogiada per Pequín, donades les qüestions sobre Taiwan i la transició turbulenta de Hong Kong i algunes altres tensions amb Gran Bretanya. Una segona raó és que Portugal és part d'un univers lingüístic de més de 200 milions de persones, incloent alguns països de creixent importància internacional, amb els quals la Xina vol promoure les relacions. Un últim factor és el prestigi de Portugal a l'Àsia, i l'antiguitat i el caràcter pacífic de les relacions entre Portugal i la Xina.

## Dinastia Ming
Les relacions entre Portugal i la Xina es van desenvolupar quan el primer explorador portuguès, Jorge Álvares va arribar a la ciutat xinesa de Canton el 1513. Prop d'aquesta època Portugal va establir activitats comercials al sud de la Xina i a poc a poc es va expandir a Macau i va pagar un lloguer a l'Imperi Ming.
La primera visita oficial de Fernão Pires d'Andrade a Canton (1517-1518) va ser prou reeixida, i les autoritats xineses locals van permetre que l'ambaixada encapçalada per Tomé Pires, portada per la flotilla d'Andrade, es traslladés a Pequín.
Tanmateix, el germà de Fernão, Simão d'Andrade, la flota del qual va arribar a Canton el 1519, va aconseguir arruïnar ràpidament les relacions amb la Xina, a causa del seu menyspreu per les lleis i costums del país amfitrió. Sota el pretext d'una amenaça dels pirates, i sense el permís de les autoritats locals, va construir un fort a l'illa de Tamão, comportant-se allà com si fos territori portuguès. Particularment ofensiu per a les sensibilitats xineses va ser la construcció d'una forca allà, i l'execució d'un dels seus propis mariners per alguna ofensa. També va atacar un funcionari xinès que va protestar davant les demandes del capità portuguès que els seus vaixells haurien de tenir prioritat en el comerç amb la Xina abans que els de països asiàtics.

## Era moderna
Com que la Xina va patir temps turbulents en els segles XIX i xx, Portugal va mantenir la seva colònia a Macau per l'estacionament de les seves tropes, negant-se a pagar el lloguer establert anteriorment i amb oposició de l'imperi Qing governant. Amb l'establiment de la República Popular de la Xina el 1949, les relacions diplomàtiques formals no es van instal·lar oficialment fins al 1979 i va ser després de la Revolució dels Clavells a Portugal que va començar el període de descolonització. El govern xinès va considerar Macau com a territori xinès sota administració portuguesa.
Les relacions entre Portugal i la Xina van començar a millorar a mesura que les negociacions amb relació al futur de Macau es van portar a terme i l'acord final va retornar Macau a la sobirania xinesa el 1999. Després que Macau va tornar a la Xina, les relacions culturals i econòmiques es van tornar a produir.

## Relacions bilaterals
El comerç entre tots dos països ha augmentat des que es va resoldre el problema del futur de Macau i les reformes econòmiques de Deng Xiaoping a començaments dels anys vuitanta. L'any 2002, el comerç entre els dos països es va valorar en 380 milions dòlars EUA.
Les exportacions de la Xina a Portugal són productes tèxtils, peces de roba de vestir, sabates, plàstics, equips acústics, materials d'acer, ceràmica i equips d'il·luminació. La Xina és el novè soci comercial més gran de Portugal.
Les exportacions de Portugal a la Xina són condensadors elèctrics i accessoris, plàstics primaris, paper, medicaments, productes tèxtils i vi.
Portugal ha participat en l'Expo de Shanghai 2010 per impulsar encara més el comerç bilateral.
Durant la celebració de l'any de Gall, l'any lunar de la Xina que va ser el 28 de gener de 2017, un enorme gall, símbol de Portugal, va ser creat per la famosa artista portuguesa Joana Vasconcelos, i traslladat a la Xina des de Lisboa per felicitar-los el Cap d'Any.